# 2002년 동계 올림픽 러시아 선수단
2002년 동계 올림픽 러시아 선수단은 2002년 2월 8일부터 24일까지 미국 솔트레이크시티에서 열린 2002년 동계 올림픽에 참가한 올림픽 러시아 선수단이다.

## 메달 집계
| 종목 | 1 | 2 | 3 | 합계 |
| 종목 | ' | ' | ' | '    |
| 종목 | ' | ' | ' | '    |
| 종목 | ' | ' | ' | '    |
| 합계 | ' | ' | ' | '    |

## 종목별 성적

### 노르딕복합
- 블라디미르 리세닌

### 루지
남자
- 알렉세이 고를라초프
- 알베르트 뎀첸코
- 빅토르 크네이프

### 바이애슬론
남자
- 파벨 로스톱체프
- 세르게이 로시코프
- 세르게이 루시노프
- 빅토르 마이구로프

여자
- 올가 필료바
- 올가 자이체바

### 알파인스키
남자
- 파벨 셰스타코프
- 막심 케드린
- 세르게이 코마로프
- 안드레이 필리치킨

여자
- 바르바라 젤렌스카야

### 크로스컨트리
남자
- 미하일 이바노프

여자
- 율리야 체팔로바

### 프리스타일
남자
- 드미트리 아르히포프
- 비탈리 글루셴코
- 블라디미르 레베데프
- 알렉산드르 미하일로프
- 블라디미르 튜멘체프

여자

### 피겨스케이팅
남자 싱글
- 알렉세이 야구딘
- 예브게니 플류셴코

여자 싱글
- 이리나 슬루츠카야

페어
- 옐레나 베레즈나야
- 안톤 시하룰리제

아이스댄스
- 이리나 로바초바
- 일리야 아베르부흐